# Miklos Molnar
Miklos Jon Molnar (født 10. april 1970 i København) er en tidligere dansk fodboldspiller med ungarske aner. Han startede sin karriere i B 1908. Han har spillet 18 A-landskampe, hvor han scorede to mål.

## Karriere
Molnar begyndte karrieren som ungdomsspiller i B1908, Fremad Amager og Hvidovre IF. Hans talent blev snart bemærket, og han scorede fire mål i otte kampe for det danske U19-landshold fra 1986 til 1988. I 1987 fik han sin seniordebut for Hvidovre IF i 2. division, og i 1989 rykkede han som semi-professionel til BK Frem. Hans egentlige gennembrud som seniorspiller kom, da han med 14 mål blev topscorer i 1. division samme år. Han blev udtaget til det danske U21-landshold i juni 1989.
I januar 1990 rykkede Molnar til udlandet, som fuldtids-professionel i belgiske Standard Liège. Han scorede i sin første sæson for klubben 11 mål i 26 kampe og blev ligeledes udtaget til det danske senior-landshold af landstræner Richard Møller Nielsen. Molnar fik sin debut på landsholdet i september 1990 og spillede tre landskampe frem til juni 1991. Molnar følte sig imidlertid ikke værdsat af Lièges nye træner, Arie Haan, og han bad derfor om at blive udlånt til en anden klub. Han flyttede derfor til den schweiziske klub Servette FC i sommeren 1991. Molnar blev for Servette liga-topscorer med 18 mål i 34 kampe i den schweiziske Nationalliga A i sæson 1991-92.
I 1991-92 var Molnar fast mand på det danske U21-landshold, hvor han var angrebsmakker med Peter Møller. Molnar spillede alle kampe i kvalifikationen og frem til semifinalerne ved EM for U21, hvormed Danmark ligeledes kvalificerede sig til årets olympiske lege i Barcelona. Molnar spillede alle Danmarks tre kampe ved OL, men blev udvist i Danmarks sidste kamp mod Australien. Han endte sin U21-karrierere efter OL i Barcelona, efter i alt at have scoret otte mål i 21 U21-landskampe.
I 1992 blev Molnar købt af AS Saint-Etienne for FRF 6.000.000. Klubbens taktik med mange korte pasninger passede imidlertid ikke til hans spillestil, og han scorede kun 2 mål i 19 kampe for klubben. Han fik ophævet sin kontrakt med klubben i januar 1994, hvorefter han flyttede tilbage til Danmark. I februar 1994 skrev han kontrakt med Superliga-klubben Lyngby, men han kom dårligt ud af det med klubbens cheftræner Michael Schäfer og skiftede derfor til tyske FSV Frankfurt i september 1994. Molnars 12 mål i 20 kampe i 1994-95-sæsonen i 2. Bundesliga var imidlertid ikke nok til at forhindre Frankfurt i at rykke ned i Regionalligaen.
Molnar vendte igen hjem til Danmark, hvor han i september 1995 fik kontrakt med Herfølge BK. Da Lyngbys førstevalg som angriber, David Nielsen, forlod klubben i juni 1996, rykkede Molnar tilbage til Lyngby som hans erstatning. Han blev topscorer i Superligaen 1996-97 med 26 mål i 33 kampe, og han blev efter et fravær på 5 år igen udtaget til det danske landshold af landstræner Bo Johansson. Efter 3 mål i fem kampe i begyndelsen af 1997-98 sæsonen i Superligaen, blev Molnar solgt til Sevilla FC i den spanske Segunda División, og han blev her holdkammerat med landsholdskollegaen Thomas Rytter, som ligeledes havde en fortid i Lyngby.
I sit første år i Sevilla scorede Molnar ti mål i 27 kampe, og han blev udtaget til landsholdet til VM 1998. Han fik kun begrænset spilletid ved turneringen, da han blev indskiftet i 58. minut af Danmarks kamp mod Sydafrika, kun for at blive udvist otte minutter senere. Han fik kun begrænset succes i hans 2. sæson i Sevilla, og han røg af holdet.
I januar 2000 rykkede han til den amerikanske MLS-klub Kansas City Wizards, og han blev under sit ophold i USA endnu engang udtaget til landsholdet, hvor han spillede en enkelt kamp ved EM i 2000, før han i oktober 2000 stoppede sin professionelle karriere. Han scorede i sin sidste professionelle kamp det vindende mål i finalen i den amerikanske MLS  Cup, da Kansas City Wizards slog Chicago Fire med 1-0.
Han har senest været ansat som sportschef i barndomsklubben B 1908, hvor han også har spillet en enkelt 2. divisionskamp i 2011 som angriber efter en lang række skader i truppen. Han sad på posten som sportschef i B1908 fra sommeren 2011 til oktober 2011.